# Trofeu Laigueglia 2019
El Trofeu Laigueglia 2019 va ser la 56a edició del Trofeu Laigueglia. Es disputà el 17 de febrer de 2019 sobre un recorregut de 203,7 km amb sortida i arribada a Laigueglia, a la Ligúria. La cursa formava part de l'UCI Europa Tour amb una categoria 1.HC.
El vencedor final fou l'italià Simone Velasco (Neri Sottoli-Selle Italia-KTM)) que s'imposà en solitari. Nicola Bagioli (Nippo-Vini Fantini-Faizanè) i Matteo Sobrero (equip nacional Italià) completaren el podi.

## Equips
L'organització convidà a 20 equips a prendre part en aquesta cursa.
| WorldTeams (2)- AG2R La Mondiale - Groupama-FDJ Equips continentals professionals (8)- Androni Giocattoli-Sidermec - Arkéa-Samsic - Bardiani CSF - Gazprom-RusVelo - Israel Cycling Academy - Neri Sottoli-Selle Italia-KTM - Nippo Vini Fantini Faizanè - Riwal Readynez Equips continentals (9)- Amore & Vita-Prodir - Petroli Firenze-Maserati-Hopplà - Biesse Carrera Gavardo - Team Colpack - D'Amico UM Tools - Cycling Team Friuli - Giotti Victoria-Palomar - Iseo Serrature-Rime-Carnovali - Sangemini-Trevigiani-MG.Kvis Equip nacional- Itàlia |
| |

## Classificació final
| \| Classificació general \| Classificació general \| Classificació general \| Classificació general \| Classificació general \| \| Corredor \| Corredor \| Equip \| Temps \| \| \| --------------------- \| --------------------- \| ----------------------------- \| --------------------- \| --------------------- \| \| 1r \| Simone Velasco \| Neri Sottoli-Selle Italia-KTM \| 5h 10' 21" \| \| \| 2n \| Nicola Bagioli \| Nippo-Vini Fantini-Faizanè \| + 42" \| \| \| 3r \| Matteo Sobrero \| Itàlia \| + 42" \| \| \| 4t \| Francesco Gavazzi \| Androni Giocattoli-Sidermec \| + 42" \| \| \| 5è \| Nans Peters \| AG2R La Mondiale \| + 42" \| \| \| 6è \| Giulio Ciccone \| Itàlia \| + 42" \| \| \| 7è \| Kilian Frankiny \| Groupama-FDJ \| + 42" \| \| \| 8è \| Ildar Arslànov \| Gazprom-RusVelo \| + 42" \| \| \| 9è \| François Bidard \| AG2R La Mondiale \| + 42" \| \| \| 10è \| Davide Cimolai \| Israel Cycling Academy \| + 1' 18" \| \| \| 11è \| Giovanni Visconti \| Neri Sottoli-Selle Italia-KTM \| + 1' 18" \| \| \| 12è \| Kristian Sbaragli \| Israel Cycling Academy \| + 1' 18" \| \| \| 13è \| Romain Hardy \| Arkéa-Samsic \| + 1' 18" \| \| \| 14è \| Ivan Rovni \| Gazprom-RusVelo \| + 1' 18" \| \| \| 15è \| Marco Canola \| Nippo-Vini Fantini-Faizanè \| + 1' 18" \| \| |                   |                               |            |
| |                   |                               |            |
| Font: ProCyclingStats |                   |                               |            |
| Classificació general |                   |                               |            |
| Corredor | Corredor          | Equip                         | Temps      |
| 1r | Simone Velasco    | Neri Sottoli-Selle Italia-KTM | 5h 10' 21" |
| 2n | Nicola Bagioli    | Nippo-Vini Fantini-Faizanè    | + 42"      |
| 3r | Matteo Sobrero    | Itàlia                        | + 42"      |
| 4t | Francesco Gavazzi | Androni Giocattoli-Sidermec   | + 42"      |
| 5è | Nans Peters       | AG2R La Mondiale              | + 42"      |
| 6è | Giulio Ciccone    | Itàlia                        | + 42"      |
| 7è | Kilian Frankiny   | Groupama-FDJ                  | + 42"      |
| 8è | Ildar Arslànov    | Gazprom-RusVelo               | + 42"      |
| 9è | François Bidard   | AG2R La Mondiale              | + 42"      |
| 10è | Davide Cimolai    | Israel Cycling Academy        | + 1' 18"   |
| 11è | Giovanni Visconti | Neri Sottoli-Selle Italia-KTM | + 1' 18"   |
| 12è | Kristian Sbaragli | Israel Cycling Academy        | + 1' 18"   |
| 13è | Romain Hardy      | Arkéa-Samsic                  | + 1' 18"   |
| 14è | Ivan Rovni        | Gazprom-RusVelo               | + 1' 18"   |
| 15è | Marco Canola      | Nippo-Vini Fantini-Faizanè    | + 1' 18"   |